# Croton byrnesii
Espèce
Classification APG III (2009)
Croton byrnesii est une espèce de plantes à fleurs du genre Croton et de la famille des Euphorbiaceae présente dans le territoire du Nord en Australie.